# زمبرا
تعاون زمبرا، المعروفة سابقًا باسم جناح التعاون زمبرا قبل عام 2019، هي مجموعة برامج تعاونية تتضمن خادم بريد إلكتروني وعميل ويب.
تم تطوير زمبرا في البداية بواسطة شركة ليكويد سيس، والتي غيرت اسمها إلى شركة زمبرا. في 26 يوليو 2005. تم إصدار مجموعة جناح التعاون زمبرا لأول مرة في عام 2005. تم شراء الشركة لاحقًا بواسطة ياهو! في 17 سبتمبر 2007، وتم بيعه لاحقًا إلى في إم وير في 12 يناير 2010. في يوليو 2013، تم بيعه بواسطة في إم وير إلى أنظمة تيليجنت التي غيرت اسمها إلى شركة زمبرا. في سبتمبر 2013. ثم استحوذت عليها سيناكور في 18 أغسطس 2015.
وفقًا لرئيس زمبرا السابق وكبير موظفي التكنولوجيا، سكوت ديتزن، فإن اسم زمبرا مشتق من أغنية «زمبرا» بواسطة رؤساء الحديث.

## الإصدار
يتكون البرنامج من مكونات العميل والخادم، وفي وقت واحد قدم أيضًا عميل بريد إلكتروني لسطح المكتب، يسمى سطح المكتب زمبرا. يتوفر نسختان من زمبرا: إصدار مفتوح المصدر، وإصدار مدعوم تجاريًا («إصدار الشبكة») بمكونات مغلقة المصدر مثل موصل واجهة برمجة تطبيقات المراسلة الخاص بأوت لوك للتقويم ومزامنة جهات الاتصال.
كان سطح المكتب زمبرا الذي تم إيقافه الآن عميل بريد إلكتروني مجاني كامل الميزات لسطح المكتب. توقف التطوير تحت إشراف في إم وير في عام 2013 ولكن أعيد تشغيله في فبراير 2014، ولكن انتهى مرة أخرى بحلول عام 2019. أظهر عميل الويب وضع إتش تي إم إل 5 غير متصل بالشبكة بدءًا من الإصدار 8.5.
عميل زمبرا ويب عبارة عن مجموعة تعاون كاملة الميزات تدعم البريد الإلكتروني وتقاويم المجموعة. في وقت من الأوقات، ظهرت مشاركة المستندات باستخدام واجهة ويب أجاكس التي مكنت تلميحات الأدوات وعناصر السحب والإفلات وقوائم النقر بزر الفأرة الأيمن في واجهة المستخدم. اليوم لديها مشاركة المستندات، والدردشة، ومؤتمرات الفيديو. يتم أيضًا تضمين إمكانات البحث المتقدمة وعلاقات التاريخ وتأليف المستندات عبر الإنترنت ومزج «زيمليت» وواجهة مستخدم إدارة كاملة. تمت كتابته باستخدام مجموعة أدوات زمبرا اياكس.
يستخدم خادم زمبرا العديد من المشاريع مفتوحة المصدر (راجع القسم، تضمين المشاريع مفتوحة المصدر). يعرض واجهة برمجة تطبيق SOAP لجميع وظائفه وهو أيضًا خادم بروتوكول الوصول إلى رسائل الإنترنت وبروتوكول مكتب البريد. يعمل الخادم على العديد من توزيعات لينكس. يمكن أيضًا تشغيله على خادم ويندوز، باستخدام جهاز افتراضي واستخدام تقنية الحاوية. وهو يدعم كالداف وكارداف وبروتوكول نقل البريد البسيط للرسائل وبروتوكول النفاذ إلى الدليل البسيط لخدمات الدليل ودليل مايكروسوفت النشط. يستخدم زمبرا بوستفيكس لوظائف MTA الخاصة به. يتضمن تقنية من كلاماف والبريد المزعج وDSPAM لميزات مكافحة البرامج الضارة و S / MIME لتوقيع البريد الإلكتروني وتشفيره. تم إسقاط دعم ماك أو إس إكس سيرفر مع الإصدار 7.0 من ZCS.
يمكن لزمبرا مزامنة البريد وجهات الاتصال وعناصر التقويم مع عملاء البريد مفتوح المصدر مثل موزيلا ثندربرد وإيفوليوشن وأيضًا مع العملاء المملوكين مثل مايكروسوفت آوتلوك وبريد أبل، إما من خلال موصلات خاصة أو باستخدام بروتوكول آكتف سينك، وكلاهما متاح حصريًا في نسخة مدعومة تجاريًا. يوفر زمبرا أيضًا مزامنة أصلية ثنائية الاتجاه للعديد من الأجهزة المحمولة.

### ترخيص البرنامج
يتم توزيع إصدار الشبكة المتغير مغلق المصدر بموجب اتفاقية زمبرا شبكة الطبعة ترخيص المستخدم النهائي.
بدءًا من الإصدار 8.5، يتوفر كود مصدر زمبرا بموجب شروط ترخيص رخصة جنو العمومية الإصدار 2 (الواجهة الخلفية) وترخيص الإسناد العام المشترك الإصدار 1 (الواجهة الأمامية).
تم إصدار الإصدارات السابقة بموجب رخصة زمبرا العامة. تقبل مؤسسة البرمجيات الحرة الترخيص على أنه ترخيص برمجيات حرة وتشير إليه على أنه مطابق لياهو! الترخيص العام باستثناء أن شركة زمبرا. توفر الترخيص بدلاً من ياهو!.

## مشاريع المصدر المفتوح المدرجة
يستخدم خادم زمبرا مشاريع مفتوحة المصدر مثل:
- Postfix (برمجيات)
- ماريا دي بي (منذ الإصدار 8.5)
- OpenDKIM (منذ الإصدار 8.0)
- بروتوكول النفاذ إلى الدليل البسيط
- Jetty (منذ الإصدار 5)
- اباتشي لوسين
- كلام أنتي فيرس
- أباتشي البريد المزعج
- أمافيس (أمافيسد- جديد)
- DSPAM (تم إيقافه اعتبارًا من 8.7)
- Aspell
- nginx (منذ 5.0)
- ØMQ (منذ 8.0)

سبق استخدامه:
- ماي إس كيو إل (آخر استخدام في الإصدار 8.0)
- Apache Tomcat (آخر استخدام في الإصدار 4.5)
- وكيل استرجاع بريد الجحيم (حتى 4.5)

## وصلات خارجية
- زمبرا على موقع Open Hub (الإنجليزية)
- زمبرا